# L'Explosion
Pour plus de détails, voir Fiche technique et Distribution.
L'Explosion est un film franco-italo-belgo-canadien réalisé par Marc Simenon et sorti en 1971.

## Synopsis
Après plusieurs années d’incarcération pour un vol de bijoux, Paolo, dès sa sortie de prison, se met immédiatement en route pour récupérer son butin qu’il avait caché dans un puits désaffecté d’un coin perdu de campagne. Or un village du Club Méditerranée a été construit sur le terrain. Paolo s’inscrit au club pour pouvoir retrouver l’emplacement du puits.

## Cinoched'Alphonse Boudard
L'Explosion  ne peut que très difficilement être considéré comme un chef-d'œuvre du septième art, toutefois la production et le tournage (dans des circonstances humaines, financières et techniques très chaotiques) ont fourni à l'écrivain Alphonse Boudard, scénariste, ancien résistant et ancien voyou, la matière première d'un roman à clefs intitulé Cinoche, qui étrille avec une verve iconoclaste et dévastatrice des personnages phares du cinéma français des années 1960 et les mœurs de la tribu cinématographique de l'époque[réf. souhaitée].
Quelques rideaux de fumée ont été cependant tendus : Georges Simenon, père du réalisateur Marc Simenon, devenu un vieillard libidineux retiré dans sa somptueuse villa d'Epalinges en Suisse est portraituré en peintre et non en écrivain. Le personnage de "Satanas" , réalisateur à succès hanté par des visions sado-masochistes est un double assez transparent d'Henri-Georges Clouzot.
Pascal Jardin y devient Blaise Potager tandis que Mylène Demongeot joue Gloria Gylvène, une actrice adulée des foules, mais déjà à son déclin.
Le financier du film (qui cherche surtout à promouvoir le club de vacances qu'il vient de créer en Espagne (alors sous la coupe de Franco ) est dépeint comme un ex-officier nazi pas vraiment repenti, reconverti dans des affaires pas forcément honnêtes.

## Fiche technique
- Titre d'origine : L'Explosion
- Titre italien : L'Uomo di Marsiglia
- Réalisateur : Marc Simenon, assisté de Daniel Goldenberg
- Scénario : Alphonse Boudard
- Dialogues : Alphonse Boudard
- Musique : Henri Salvador
- Photographie : Raoul Coutard
- Son : Jim Hove
- Montage : Paul Cayatte
- Pays de production :  France,  Belgique,  Canada,  Italie
  - Langue : français
  - Année : 1970
  - Extérieurs : Paris (France), Sicile (Italie)
- Directeur de production : Paul Laffargue
- Sociétés de production : Société d’Expansion du Spectacle (France), SODEP (Belgique), NC Cinematografica (Italie), Kangourou Films (Canada), Les Films Mutuels (Canada)
- Distributeur d'origine : Twentieth Century Fox
- Format : couleur par Eastmancolor — 35 mm — 1.78:1 — son monophonique
- Genre : policier
- Durée : 93 minutes
- Dates de sortie : 
  - France : 21 juillet 1971
  - Italie : 16 avril 1973
- Affiche : René Ferracci (France)

## Distribution
- Frédéric de Pasquale : Paolo
- Mylène Demongeot : Katia
- Richard Harrison : Max
- Michèle Richard : Nico
- Françoise Prévost : Charlotte
- Dominique Delpierre : Sophie
- Fernand Gravey : Labrize
- Philippe Monnet : Patrice
- Mario David : Riton
- Paul Préboist : l’inspecteur Brickmoll
- Pierre Repp : Dubois
- Pierre Tornade : Léopold
- Silvano Tranquilli : le commissaire Aubry
- Eleonora Vivaldi : Betty Clark
- Dominique Zardi